# Aeroporto de Iauaretê
Aeroporto de Iauaretê é um aeroporto brasileiro localizado no distrito de Iauaretê (ICAO: SBYA/TAF: N/A), no município de São Gabriel da Cachoeira, no Amazonas. 

## Características
- Cascavel - SBYA
- Nome do Aeroporto: Aeroporto de Iauaretê
- Endereço: Avenida São Miguel, Centro- CEP 69790-000 [2]
- Administração: Infraero
- Telefone: 97 34475-1085 (Aeroporto)
- Dimensões da Pista: 1600 x 30 metros
- Altitude: 104 metros
- Revestimento da pista: Asfalto
- Opera com linha aérea regular? SIM
- Opera por instrumentos? NÃO
- Opera no período noturno? NÃO
- Designativo das cabeceiras: 6/24
- Resistência da pista: 31/F/B/X/U
- Coordenadas geográficas: 0º36'25"N/-69º12'5"W

## Companhias aéreas
- TRIP Linhas Aéreas